# Rhodesiella kodayarensis
Rhodesiella kodayarensis är en tvåvingeart som beskrevs av Cherian 2002. Rhodesiella kodayarensis ingår i släktet Rhodesiella och familjen fritflugor. Inga underarter finns listade i Catalogue of Life.